# The Greatest Story Ever Told
The Greatest Story Ever Told (literalment en català, "La història més gran mai explicada") és una pel·lícula estatunidenca del 1965 sobre la vida de Jesús de Natzaret, produïda per la United Artists i dirigida per George Stevens, amb Max von Sydow en el paper de Jesucrist. Tot i la rebre una crítica mixta i aconseguir baixos ingressos en la taquilla, The Greatest Story Ever Told va ser nominada a cinc premis Oscar: Òscar a la millor música, a la millor cinematografia, a la millor direcció artística, al millor disseny de vestuari i als millors efectes visuals.

## Argument
Tres mags (mags) viatgen des d'Àsia fins a Jerusalem tot seguint una estrella brillant, a la recerca d'un rei nounat. Són convocats pel rei Herodes el Gran, perquè els seus assessors l'han parlat d'un Messies, esmentat en diverses profecies. Quan Herodes recorda que la profecia cita Betlem com el lloc de naixement del nen, envia allí els Reis Mags per confirmar l'existència del nen, i secretament envia guàrdies per seguir-los i "mantenir-lo informat". A Betlem, els reis mags troben una parella –Maria i Josep– que tenen el fill nounat en un pessebre. Maria afirma que el seu nom és Jesús. Els pastors del lloc veuen com els Reis Mags presenten regals d'or, d'encens i de mirra a la infant. Després d'adonar-se de l'existència dels espies, els reis mags marxen quan la veu d'un àngel avisa a Josep que “agafi el nen” i que “fugi”.
Els espies informen dels fets a Herodes, que decideix matar el nen. Ordena la mort de tots els nounats de Betlem i mor poc després de ser informat que [pel que sembla] "no queda ningú viu". Tanmateix, Josep, Maria i l'infant han escapat amb èxit cap a Egipte; quan un missatger els anuncia la mort d'Herodes, tornen a la seva ciutat natal de Natzaret.
Una rebel·lió isaraelita esclata a Jerusalem contra els fills d'Herodes, però el conflicte queda controlat ràpidament. El regne d'Herodes es divideix, Judea se situa sota un governador i Herodes Antipes es converteix en tetrarca de Galilea i del riu Jordà. Tant ell com els romans estan convençuts que el Messies és “algú que mai no vindrà”.
Molts anys després, un profeta anomenat Joan Baptista predica al riu Jordà batejant a molts que venen a penedir-se. Quan apareix Jesús ja adult, Joan el bateja. Jesús puja després a les muntanyes del desert proper, on troba una cova en la qual resideix un misteriós eremita, una personificació de Satanàs. L'ermità tempta Jesús tres vegades, però cada temptació és superada per Jesús, que continua ascendint mentre el missatge de Joan es fa ressò en la seva ment.
Retorna a la vall, on diu al Baptista que anirà un altre cop a Galilea. Quatre homes: Judes Iscariot i els pescadors galileus Andreu, Pere i Joan, demanen d'anar amb ell; Jesús els dona la benvinguda, prometent-los que els convertirà en "pescadors dels homes". Quan descansen sota un pont, explica paràboles i altres ensenyaments, que criden l'atenció d'un jove que es diu Jaume; demana unir-se a ell i Jesús li dona la benvinguda. El grup s'acosta a Jerusalem i Jesús diu que “arribarà el moment d'entrar”. Descansen a una casa de Betània ocupada per Llàtzer i les seves germanes Marta i Maria. Llàtzer pregunta a Jesús si es podia unir a ell, però no pot deixar tot el que té; abans de marxar, Jesús promet a Llàtzer que no l'oblidarà...

## Repartiment
Per a The Greatest Story Ever Told, Stevens, com a Jesús, va escollir l'actor suec Max von Sydow. Von Sydow no havia aparegut mai en una pel·lícula en anglès i era més conegut per les pel·lícules dramàtiques d'Ingmar Bergman. Stevens volia un actor desconegut per a les audiències internacionals, lliure d'associacions seculars i poc atractives en la ment del públic.
- Max von Sydow: Jesús
- Dorothy McGuire: Maria
- Charlton Heston: Joan Baptista
- Claude Rains: Herodes el Gran
- José Ferrer: Herodes Antipes
- Telly Savalas: Ponci Pilat
- Martin Landau: Caifàs
- David McCallum: Judes Iscariot
- Donald Pleasence: "L'ermità fosc" (una personificació de Satanàs)
- Michael Anderson Jr.: Jaume
- Roddy McDowall: Mateu
- Joanna Dunham: Maria Magdalena
- Joseph Schildkraut: Nicodem
- Ed Wynn: "Vell Aram"

En petits papers apareixen, entre altres Carroll Baker, Victor Buono, Van Heflin, Angela Lansbury, Robert Loggia, Sal Mineo, Sidney Poitier, John Wayne, Shelley Winters. Alguns crítics es queixarien després que el gran repartiment amb petites aparicions en pantalla, distreien de la solemnitat de la narració, sobretot en l'aparició de John Wayne com a centurió romà que diu una frase durant la Crucifixió, amb la seva coneguda veu: "En realitat aquest home era el Fill de Déu".

## Preproducció
El 1947, The Greatest Story Ever Told es va originar com a sèrie radiofònica als EUA, amb episodis de mitja hora inspirats en els evangelis. El 1949, la sèrie va ser adaptada com una novel·la per Fulton Oursler, un editor destacat de Reader's Digest. Darryl F. Zanuck, el responsable de 20th Century Fox, va adquirir-ne els drets sobre la pel·lícula basada en la novel·la d'Oursler poc després de la seva publicació, però mai la va portar a la preproducció.
El 1958, Stevens es va adonar que l'estudi era propietat dels drets d'autor d'Oursler. Stevens va crear una companyia, "The Greatest Story Productions", per filmar la novel·la, i Fox va establir un pressupost de 10 milions de dòlars, el doble del seu precedent mñes alt. El guió va trigar dos anys a estar acabat. Stevens va col·laborar amb Ivan Moffat i després amb James Lee Barrett. Va ser l'única vegada que Stevens va aparèixer als crèdits com guionista per a una pel·lícula que havia dirigit.
Els excessos financers van començar a augmentar durant la preproducció. Stevens va encarregar a l'artista francès André Girard la preparació de 352 pintures a l'oli amb escenes bíbliques, per utilitzar-les com a guions. Stevens també va viatjar al Vaticà per rebre consells del papa Joan XXIII. L'agost de 1961, 20th Century Fox es va retirar del projecte, argumentant que s'havien gastat 2,3 milions de dòlars sense haver iniciat la producció. A Stevens li van donar dos anys per trobar un altre estudi o la 20th Century Fox reclamaria els drets. Stevens va pactar la pel·lícula amb United Artists.

## Producció
Stevens va rodar la pel·lícula a Arizona, Califòrnia, Nevada i Utah. El llac Pyramid de Nevada representava el mar de Galilea, el Lake Moab a Utah [11] es va fer servir per filmar el sermó a la muntanya, i el Vall de la Mort de Califòrnia va ser l'escenari del viatge de 40 dies de Jesús al desert. També es van rodar parts de la pel·lícula a Lake Powell, Canyonlands i Dead Horse Point, a Utah.
Es van construir quaranta set conjunts, ubicats i als estudis de Hollywood, per adaptar-se a la planificació de Stevens. El conjunt de la ciutat de Jerusalem es va construir prop de la cantonada nord-oest de RKO Forty Acres a principis del 1963, i es va enderrocar poc després que s'acabés el rodatge aquell estiu. La part principal del rodatge es tenia previst realitzar-lo en tres mesos però va durar nou mesos o més. Que s'allargués tant fou a causa de nombrosos retards i contratemps, la majoria dels quals es van deure a la insistència de Stevens a repetir desenes de represes en totes les escenes. Stevens va portar dos cineastes veterans. Jean Negulesco va filmar seqüències als carrers de Jerusalem i al pessebre, mentre que David Lean va rodar els inicis amb Herodes el Gran. Lean va fer un casting a Claude Rains com a Herodes.
Quan es va acabar el rodatge l'agost de 1963, el pressupost ascendia a 20 milions de dòlars (equivalents a uns 142 milions de dòlars el 2010), a més dels costos addicionals d'edició i promoció, convertint-la en la pel·lícula més cara rodada als Estats Units. Altres grans pel·lícules, com Cleòpatra i Lawrence d'Aràbia, també van tenir elevats pressupostos però es van rodar a l'estranger.

## Crítica i taquilla
Es va estrenar el 15 de febrer de 1965 al teatre Warner Cinerama de la ciutat de Nova York, 18 mesos després d'iniciar una complicada filmació. La crítica després de l'estrena va ser dividida en valoracions en un sentit o en un altre. A The Hollywood Reporter es destacà que "George Stevens ha creat una pel·lícula novel·la, reverent i important amb la seva visió d'aquest esdeveniment crucial de la història de la humanitat". A la revista New York John Simon va afirmar que "Déu ha estat desafortunat a la pel·lícula; el seu únic fill resulta ser un avorrit".
La durada original era de 4 hores i 20 minuts (260 min). EL metratge es va revisar tres vegades i va passar a 3 hores 58 minuts (238 min), a 3 hores i 17 min (197 min) per al Regne Unit i, finalment, a 2 hores i 17 minuts (137 min) per a la difusió general dels Estats Units. Comercialment, la pel·lícula no va tenir èxit; la seva incapacitat per connectar amb un públic que quedà descoratjat durant anys amb la producció de grans històries bíbliques.